# Surayud Chulanont
Surayud Chulanont (en tailandés: สุรยุทธ จุลานนท์), (28 de agosto de 1943) fue un militar de Tailandia, primer ministro de su país. 
General del Real Ejército Tailandés, Comandante Supremo y miembro del Consejo Privado del rey Bhumibol Adulyadej. primer ministro interino de Tailandia desde el 1 de octubre de 2006, elegido por el Consejo para la Reforma Democrática, la Junta Militar que gobernó el país desde el golpe de Estado del 19 de septiembre hasta el 28 de enero de 2008. Desde el mismo día 19 de septiembre su nombre fue barajado por los medios de comunicación como propable candidato a primer ministro en el gobierno provisional de Tailandia después del golpe de Estado.
Hijo de un teniente coronel miembro del Partido Comunista de Tailandia y que fue depurado por haber realizado denuncias de corrupción en el interior del ejército, se graduó en la Academia Preparatoria de las Fuerzas Armadas. Después ingresó y se graduó en la Real Academia Militar de Chulachomklao.
Una vez en servicio, combatió contra su propio padre en la represión del Partido Comunista. Vinculado al general Prem Tinsulanonda, junto a él desarrolló su carrera militar. En 1978 mandó un regimiento de las Fuerzas Especiales y llegó a ser Comandante en Jefe de las mismas en 1992, dirigiendo las acciones represivas contra las revueltas de mayo del mismo año que exigían la democratización del país y durante las cuales murieron 52 activistas, aunque él se exculpó diciendo que había tratado de convencer a sus superiores de que no era necesario recurrir al uso de la fuerza. En 1994 se le nombró Comandante en Jefe de la Segunda Región Militar, en 1998, el entonces primer ministro, Chuan Leekpai, lo nombró Comandante en Jefe del Ejército y organizó una depuración de las corruptelas en el estamento militar. En 2003, durante el gobierno de Thaksin Shinawatra, fue designado Jefe del Ejército, un puesto honorífico sin mando efectivo después de mostrar su disconformidad con el Jefe del Ejecutivo respecto a la designación de militares adictos al nuevo gobierno.
Después de su retirada de las Fuerzas Armadas, fue nombrado miembro del Consejo Privado del Rey, compartiendo de nuevo destino con Prem Tinsulanonda.
Después del golpe de Estado del 19 de septiembre de 2006, Chulanont fue considerado un firme candidato a ocupar el puesto de primer ministro interino. Entre sus cualidades se destacó el amplio apoyo que concitaba entre las Fuerzas Armadas y su pertenencia al poderoso Consejo Privado del Rey Bhumibol Adulyadej. Elegido como primer ministro el 1 de octubre por la Junta Militar y ratificado por el Rey, dirigió el gobierno interino. Tras las elecciones de 2007 y con la victoria del Partido del Poder del Pueblo, el 28 de enero de 2008, fue sustituido por Samak Sundaravej.

## Sucesión
| Predecesor: Sonthi Boonyaratglin | Primer ministro de Tailandia 2006-2008 | Sucesor: Samak Sundaravej |